# Asplenium lambinonii
Asplenium lambinonii är en svartbräkenväxtart som beskrevs av Pichi-serm. Asplenium lambinonii ingår i släktet Asplenium och familjen Aspleniaceae. Inga underarter finns listade.